# A Coruña
A Coruña (spansk: La Coruña) er den næststørste by i Galicien og hovedstad i provinsen af samme navn. Byen er hovedcentrum for handel, kultur og sport og hjemby for det spanske fodboldhold Deportivo La Coruña.